# Traducció bíblica
La Bíblia s'ha traduït a moltes llengües a partir de les llengües bíbliques: l'hebreu, l'arameu i el grec. Fins al novembre de 2012 s'havia traduït la Bíblia completa en 518 llengües, i 2883 llengües tenien publicat un llibre o més de la Bíblia.
La Vulgata llatina va dominar el cristianisme occidental durant l'edat mitjana. A partir d'aleshores, la Bíblia s'ha traduït a moltes altres llengües.

## El text original

### La Bíblia hebrea
El Tanakh estava escrit principalment en hebreu bíblic, amb algunes parts (sobretot a Daniel i Esdres) en arameu bíblic. Des del segle ix fins al segle xv, els estudiosos jueus, actualment coneguts com a masoretes, van comparar els textos de tots els manuscrits de la Bíblia coneguts, en un esforç de crear un text unificat i estandarditzat. Una sèrie de textos altament similars va emergir, i aquests textos són coneguts com a texts masorètics. Els masoretes també hi van afegir punts vocals (anomenats niqqud) al text, ja que el text original només contenia consonants. Això, a vegades, requeria la selecció d'una interpretació, ja que algunes paraules difereixen només en les vocals. A l'antiguitat, existien diverses interpretacions hebrees, algunes de les quals han sobreviscut al Pentateuc samarità i altres fragments antics, i s'han corroborat en versions antigues d'altres llengües.

### El Nou Testament
El Nou Testament es va escriure en grec koiné.
El descobriment de manuscrits anteriors, que pertanyien als textos alexandrins, inclosos els còdexs del segle iv Codex Vaticanus i Codex Sinaiticus, va permetre als estudiosos revisar el seu punt de vista sobre el text original escrit en grec. Hi ha diversos intents de reconstruir el text original anomenats "edicions crítiques". Karl Lachmann va basar la seva edició crítica de l'any 1831 en manuscrits datats del segle iv i anteriors, per tal de demostrar que els texts bíblics s'havien de corregir basant-se amb aquests texts anteriors. Tot i això, no es va poder provar que aquests texts fossin més fiables que els escrits en grec.
Els manuscrits grecs escrits pels autors originals no han sobreviscut. Els estudiosos conjecturen sobre el text original escrit en grec a partir de les versions que sí que han sobreviscut. Les tres tradicions textuals del Nou Testament escrits en grec se solen anomenar del tipus textual alexandrí, bizantí i occidental.
La majoria de les variants entre aquests manuscrits són menors, com podria ser l'ortografia, l'ordre de paraules, la presència o absència d'algun mot opcional, etc. De manera ocasional, hi ha diferències majors quan s'omet algun fragment del text.
Els manuscrits més antics de les epístoles paulines i altres escriptures del Nou Testament no tenen cap mena de puntuació.

## Història de les traduccions de la Bíblia

### Antigues traduccions de la Bíblia hebrea

#### El Targum arameu
Les primeres traduccions del Torà jueu van començar durant l'exili de Babilònia, moment en el qual l'arameu va esdevenir la llengua franca dels jueus. Com que la majoria de la població només parlava arameu i no entenia l'hebreu, es van crear els Targums per tal d'aconseguir que tothom entengués el Torà quan es llegia a les sinagogues.

#### La Septuaginta grega
Article principal: Septuaginta
Durant el segle iii aC, Alexandria s'havia convertit en el centre del judaisme hel·lenístic, i ja s'havia confeccionat una traducció del grec koiné (es va completar el 132 aC). El Talmud atribueix l'esforç d'aquesta traducció a Ptolemeu II Filadelf (309-246 aC), el qual, es creu, va contractar 72 estudiosos jueus perquè fessin la traducció. És per això que aquesta traducció s'anomena Septuaginta, nom que se li atorga entre el 354 i el 430 dC, "els temps d'Agustí d'Hipona". La Septuaginta fou la primera traducció de la Bíblia hebrea al grec, i més tard es va acceptar com a text de l'Antic Testament i va esdevenir la base del cànon de l'església. La Vulgata llatina es va basar en la versió hebrea pel que fa als llibres de la Bíblia que es preservaven en el cànon jueu (com es pot observar en el text masorètic), i en la grega pels llibres del Deuteronomi.
En la seva Ciutat de Déu 18.42, mentre repeteix la història d'Aristees, Agustí afegeix el següent: "La seva traducció es coneixerà d'ara endavant com a Septuaginta". Agustí indica que el nom de la traducció grega era recent. No obstant, no ofereix cap pista de com s'anomenava anteriorment. Difereix en certa manera del nom hebreu després estandarditzat (Text masorètic). Aquesta traducció es va promoure gràcies a la llegenda (primer anomenada Carta d'Aristees) que relata que setanta (segons algunes fonts, setanta-dos) traductors van produir textos idèntics, suposadament demostrant la seva precisió.
Les versions de la Septuaginta contenen diversos passatges i llibres sencers que no apareixen en els texts masorètics del Tanakh. En alguns casos, aquests afegitons eren d'origen grec, o bé traduccions dels llibres hebreus. Descobriments recents mostren que la majoria del que es va afegir a la Septuaginta era d'origen hebreu. Tot i que cap manuscrit dels textos hebreus en els quals es basava la Septuaginta ha sobreviscut, molts estudiosos creuen que representen una tradició diferent del text en el qual es basen els textos masorètics.

### Altres traduccions a l'antiguitat
L'''Hexapla'' d'Orígenes va reunir sis versions de l'Antic Testament, incloent les traduccions gregues del segle ii. La seva eclèptica recessió de la Septuaginta va tenir una influència molt significativa en el text de l'Antic Testament de molts manuscrits. La versió canònica de la Bíblia cristiana va ser establerta pel bisbe Cirili de Jerusalem l'any 350 (tot i que generalment l'església ja l'havia acceptat abans). Les traduccions llatines precedents a Jeroni es coneixen col·lectivament amb el nom de texts Vetus Latina.
Les traduccions cristianes també tendeixen a basar-se en l'hebrea, encara que algunes preferissin la Septuaginta. Les traduccions de la Bíblia que incorporen una crítica textual moderna solen començar amb el text masorètic, però també tenen en compte totes les possibles variants de les versions antigues disponibles. El text del Nou Testament cristià es troba en grec koiné, i quasi totes les seves traduccions es basen en el text grec.
Jeroni va començar revisant les primeres traduccions llatines, però va acabar anant a l'original en grec, evitant les traduccions i consultant la versió hebrea sempre que podia.
Úfila va traduir el Nou Testament al gòtic durant el segle iv. Al segle v, Sant Mesrob va traduir la Bíblia utilitzant l'alfabet armeni, el qual va inventar ell mateix.